# Morionvilliers
Morionvilliers ist eine Gemeinde in Frankreich. Sie gehört zur Region Grand Est, zum Département Haute-Marne, zum Arrondissement Chaumont und zum Kanton Poissons. Die Nachbargemeinden sind Grand, Trampot, Chambroncourt, Épizon und Germisay.

## Geografie
Die Gemeinde Morionvilliers liegt an der Grenze zum Département Vosges, auf halbem Weg zwischen Joinville und Neufchâteau.

## Bevölkerungsentwicklung

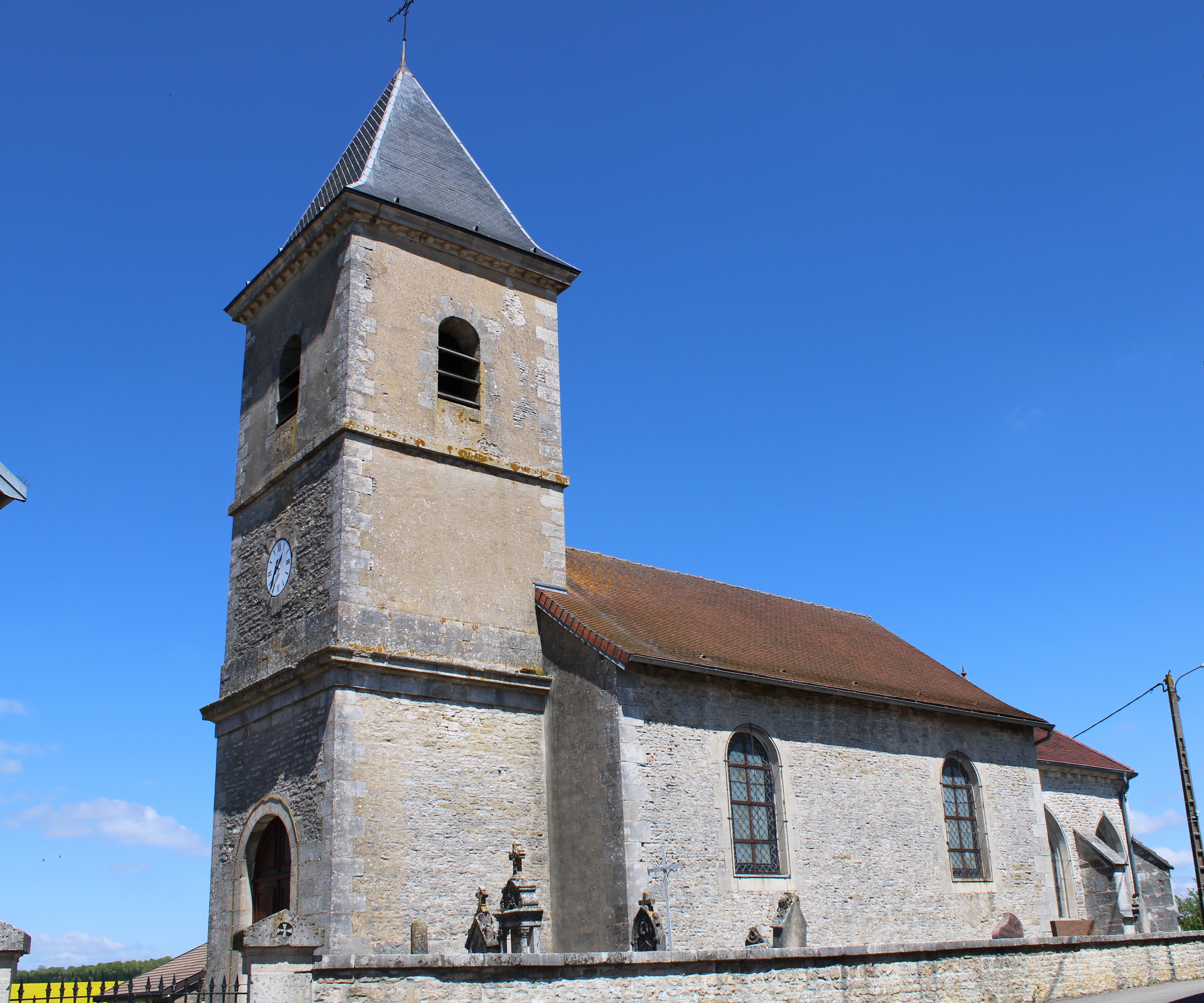
Kirche Saint-Amand

| Jahr                       | 1962 | 1968 | 1975 | 1982 | 1990 | 1999 | 2005 | 2010 | 2018 |
| -------------------------- | ---- | ---- | ---- | ---- | ---- | ---- | ---- | ---- | ---- |
| Einwohner                  | 41   | 44   | 53   | 44   | 34   | 24   | 28   | 29   | 28   |
| Quellen: Cassini und INSEE |      |      |      |      |      |      |      |      |      |